# منطقة مين بوري
منطقة مين بوري (بالإنجليزية: Min Buri District)‏ هي منطقة من مناطق بانكوك. يبلغ عدد سكانها 115212 نسمة وذلك حسب إحصائيات سنة 2004. تبلغ مساحتها 63.645 كم².

الموقع في بانكوك